# Andraca trilochoides

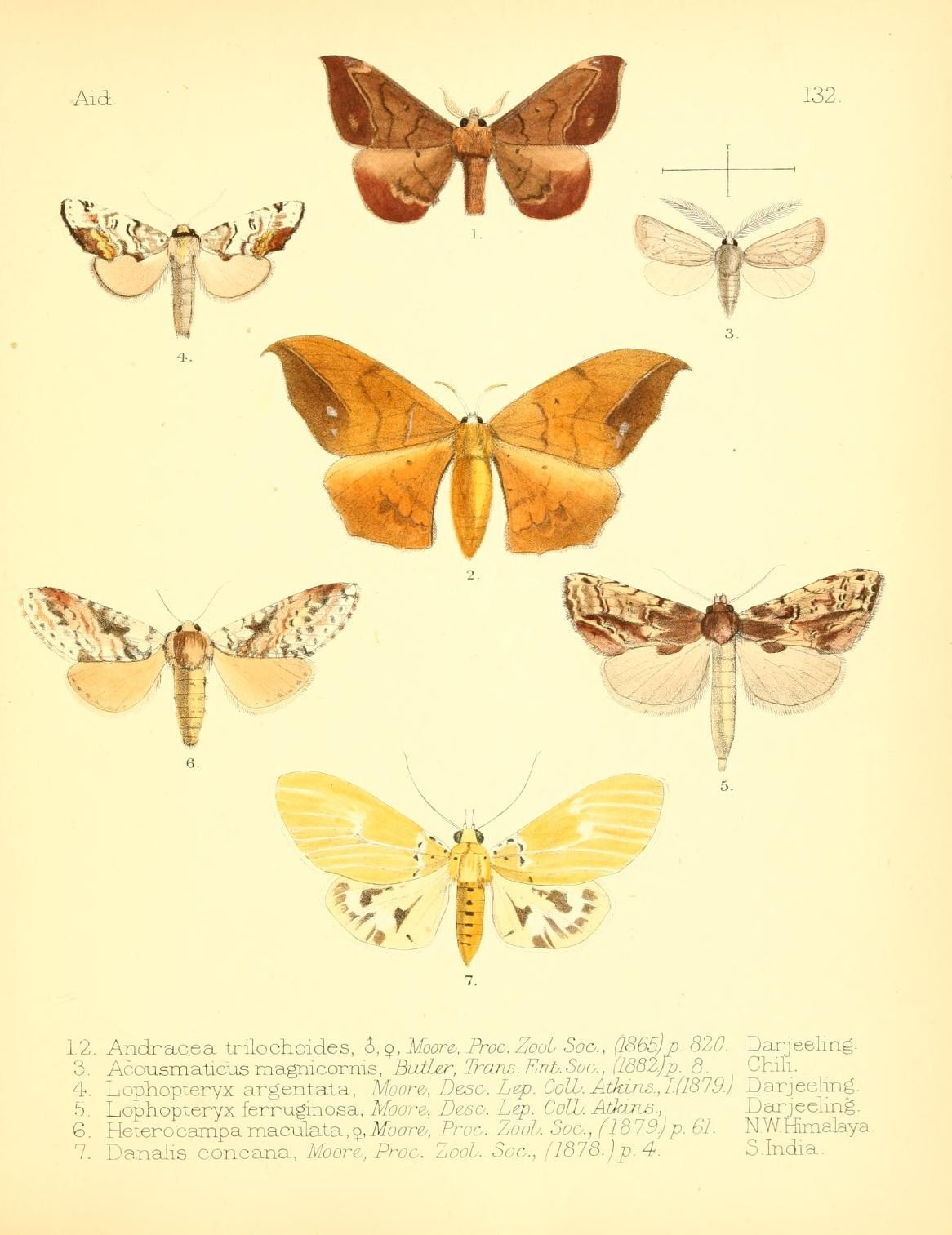
Andraca trilochoides.

Andraca trilochoides är en fjärilsart som beskrevs av Moore 1865. Andraca trilochoides ingår i släktet Andraca och familjen silkesspinnare. Inga underarter finns listade i Catalogue of Life.